# Баумгартнер, Александр
Алекса́ндр Баумга́ртнер (нем. Alexander Baumgartner; 27 июня 1841, Святой Галл — 5 сентября 1910, Люксембург) — швейцарский поэт и писатель, номинант Нобелевской премии по литературе 1901, 1902 и 1903 годов.

## Биография
Его отец, Галлус Баумгартнер, был видным государственным деятелем. В четырнадцать лет Александр поступил учиться в школу при аббатстве Maria Einsiedeln. Там он находился под влиянием известного поэта и учёного Галля Мореля. После сдачи экзаменов в 1860 году Баумгартнер поступил в Society of Jesus. После обучения в 1874 году он был принят в редакцию периодического издательства Stimmen aus Maria-Laach, которое было основано за три года до этого. Он писал для журнала в течение тридцати шести лет.
В 1883 году Александр посетил в Исландию, Фарерские острова, Скандинавию. Три года спустя он посетил Данию, Швецию и Норвегию. Оба тура были запечатлены в его книгах Nordische Fahrten (1889 и 1890 годы). Он был похоронен на кладбище в Люксембурге возле своего старого друга и земляка Джосефа Спиллмена.

## Творчество
Некоторые его стихотворения были написаны для особых случаев, в том числе Festspiel Zur Calderonfeier (1881), который впервые появился в Stimmen aus Maria-Laach, но вскоре, вследствие неоднократных просьб, был опубликован в виде книги с краткой биографией испанского поэта Кальдерона. Его Lauretanische Litane, состоящий из пятидесяти девяти сонетов был также написан для особого случая и был напечатан в первый раз в 1883 году и переведён на голландский язык в 1890 году. Он также выполнял переводы иностранной поэзии.
Кроме того он написал множество статей по истории литературы в Stimmen aus Maria-Laach, которые были собраны и изданы в 1912 году. Он издал Lessings religiosen Entwicklungsgang (1877); Longfellow (1887), оценку стихотворений Генри Лонгфелло; биографию Гёте в трёх томах (1879).